# 카타리나 데 에라우소

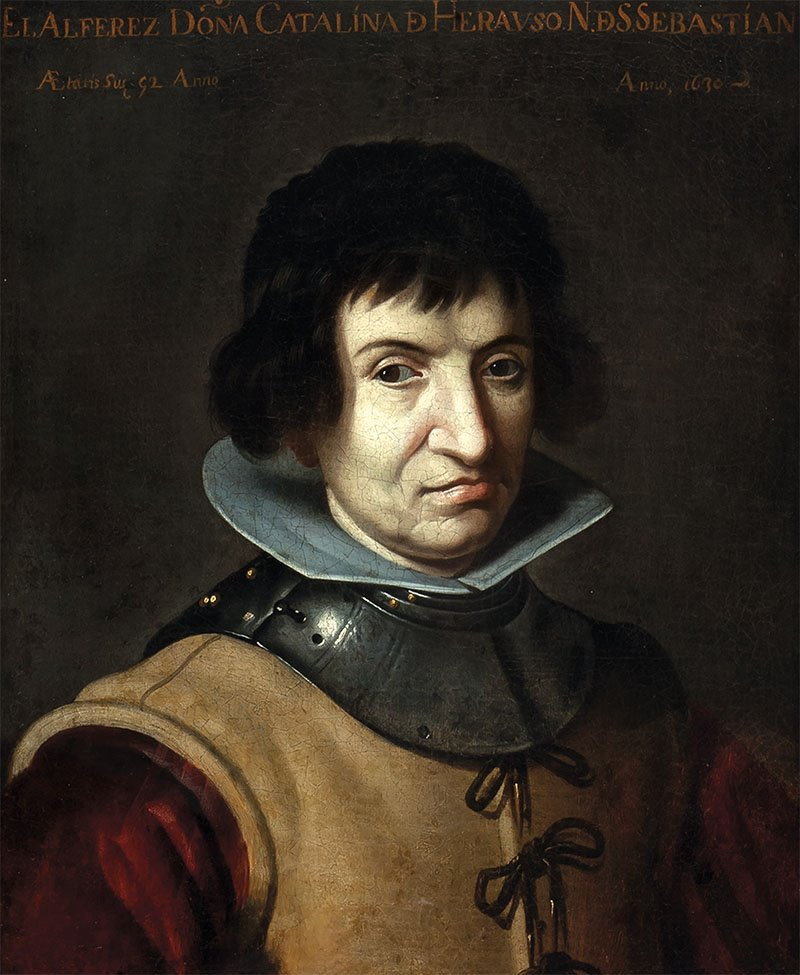
카탈리나 데 에라우소

카탈리나 데 에라우소(스페인어: Catalina de Erauso, 1592년 ~ 1650년)는 17세기 전반 스페인 및 스페인령 아메리카의 반전설적인 인물. 수녀중위를 의미하는 라 몬하 알페레스(La Monja Alférez)로 불렸다.

## 생애
카탈리나는 바스크 지방의 도시 산 세바스티안에 병사의 딸로서 태어났다. 그녀는 수녀가 되기를 원하여 수녀가 되었지만, 정식으로 수도 서원을 하기 직전이었던 15세에 채찍 치는 수행에 견디지 못하고 수도원을 탈주했다. 카탈리나는 4살에 수도원에 들어간 이후, 한번도 밖의 세계에 나왔던 적은 없었다. 카탈리나는 남장을 하여 프란시스코 데 로요라(Francisco de Loyola)라는 가명을 사용했고, 산 세바스티안을 떠나서 바야돌리드로 가는 긴 여행을 떠났다. 도중에 빌바오를 방문했을 때, 카탈리나는 동향인 바스크인의 심부름으로서 신대륙으로 향하는 배의 승무원이 되었다.
그녀는 스페인령 아메리카에 도착하면서, 이번에는 아론소 디아스 라미레스 데 구스만(Alonso Díaz Ramírez de Guzmán)」이는 가명을 사용해 병사로 등록했다. 그녀는 몇명의 대장아래에서 아라우코 전쟁에 종군 하여, 그 대장중에는 그녀 자신의 형제도 있었지만, 카탈리나의 정체를 알지 못하였다. 어느 밤, 그녀는 한명의 남자를 죽일때에 치명상을 입어서, 죽음의 문턱에서 고백을 하여서 자신의 성별을 밝혔다. 그런데, 카탈리나는 4개월 후에는 건강을 회복하고, 여자인것을 밝혀지자, 그녀는 그아만가로 옮겼다.
그녀는 논란을 피하기 위해, 카탈리나는 주교에게 자신의 성별을 고백했다. 주교의 권유로 그녀는 수도원에 들어가, 그녀의 일화가 바다를 넘어 퍼졌다. 1620년 리마 대사교는 카탈리나를 소환하여 접견을 하였다. 1624년 그녀는 한번 더 전투에 참가한 후, 스페인으로 귀환하였다. 카탈리나는 로마와 그 외의 이탈리아 각지를 여행했다. 이 여행에서는, 그녀는 교황 우르바노 8세에 알현하여 그녀가 남장하는 것을 용서되었을 정도에 큰 평판을 얻었다. 카탈리나는 1645년 페드로 데 우르스아를 사령관으로 하는 누에바 에스파냐에의 함대를 타고 스페인을 떠났다. 베라크루스 주에서 전장에 향하는 도중, 그녀는 라버를 타고 있었다. 이번 원정에서는 그녀는 안토니오 데 에라우소(Antonio de Erauso)이라는 이름을 사용하고 있었다. 1650년 카탈리나는 누에바 에스파냐의 스에트라크스트라에서 사망하였다.
프란체스코 크레센지오가 그린 카탈리나의 초상화는 없어졌지만, 1630년에 프란시스코·파체코(디에고 베라스케스의 의부)가 그린 초상화는 현존 한다.
페드로 데 바레는 1626년 로마의 마리오 시파노에게 보낸 편지 중에서 자신이 본 카탈리나의 용모에 대해서 적었다. 그에 의하면 그녀는 키가 크고, 근육질 체격과 아이와 같이 작은 가슴을 갖고 있었다. 카탈리나는 보기 흉하지는 않지만 꽤 늙어 보이고 여자라고 보이지 않고 내시처럼 보였다. 그녀는 여자 궁정인과 같은 모습을 하지 않고, 검을 몸에 대어 스페인 남성의 모습을 하여 병사인것 같았다고 묘사하였다.

## 미디어
1625년 후안 페레스 데 몬타르바는 카타리나를 주인공으로 하는「수녀 중위의 유명한 희극(Comedia famosa de la monja Alférez)」라고 하는 극을 집필했다. 이 작품은 1626년부터 출판되어 현재에 남는 그 가장 오래된 원고는 1794년의 판이다. 1838년판은 현재 온라인으로 볼 수 있다. 그녀는 많은 소설의 소재가 되었다.
에밀리오 고메스 무리엘은 카타리나의 생애를 그린 영화를 제작하여, 마리아 훼리크스가 남장여자 병사 에라우소를 연기했다. 1987년에 제작된 같은 영화에서는 에스페란사 로이가 주연을 맡았다.
게임 대항해시대 시리즈의 두 번째 작품인 대항해시대2에는 카탈리나를 모델로 한 카탈리나 에란초라고 하는 인물이 등장한다. 다만, 이름과 해군 군인인 것 이외로는, 진짜 카타리나와 공통의 요소는 없다. 게임 속의 그녀(카탈리나 에란초)는 남장을 하지 않고, 복수를 위해서 해적이 되는 설정이었다.